# 149th Street – Grand Concourse
149th Street – Grand Concourse – stacja metra nowojorskiego, na linii 2, 4 i 5. Znajduje się w dzielnicy Bronx, w Nowym Jorku i zlokalizowana jest pomiędzy stacjami Third Avenue – 149th Street, 161st Street – Yankee Stadium i 135th Street. Została otwarta 10 lipca 1905.